# تشوما (مدينة)
تشوما هي مدينة من مدن زامبيا. يبلغ عدد سكانها 40,000 نسمة.